# Milly
Milly foi uma comuna francesa na região administrativa da Normandia, no departamento Mancha. Estendia-se por uma área de 9,6 km². Em 2010 a comuna tinha 342 habitantes (densidade: 35,6 hab./km²).
Em 1 de janeiro de 2016, passou a formar parte da nova comuna de Grandparigny.